# سیارک ۲۲۴۲۰۶
سیارک ۲۲۴۲۰۶ (به انگلیسی: 224206 Pietchisson، نامگذاری:2005SY) دویست و بیست و چهار هزار و دویست و ششمین سیارک کشف شده‌است که در ۲۱ سپتامبر ۲۰۰۵ کشف شد.